# 아미노산

계통명을 정의하는 데 필요한 "중성" 형태의 일반적인 L-아미노산의 구조. 이 형태가 수용액이나 고체 상태에서 실제로 검출가능한 양으로 존재한다는 의미는 아니다.

아미노산은 아미노기(생물학적 조건에서 양성자화된 −NH3+ 형태), 카복실기(생물학적 조건에서 탈양성자화된 −COO− 형태), 특정한 곁사슬(R기)를 가지고 있는 유기 화합물이다. 모든 아미노산에 존재하는 원소는 탄소(C), 수소(H), 산소(O), 질소(N)이다. 또한 황(S)은 시스테인과 메티오닌의 곁사슬에 존재하고, 셀레늄(Se)은 덜 일반적인 아미노산인 셀레노시스테인의 곁사슬에 존재한다. 2020년을 기준으로 500가지 이상의 자연적으로 생성되는 아미노산들이 존재한다. 이 중 일부는 단백질을 비롯한 펩타이드의 단량체 단위를 구성하는 것으로 알려져 있지만 유전 부호에는 22가지의 α-아미노산만 나타나며 그 중 20가지는 고유한 지정된 코돈을 가지고 있고, 나머지 2가지(모든 진핵생물에 존재하는 셀레노시스테인과 일부 원핵생물에 존재하는 피롤리신)는 특수 코딩 기전을 가지고 있다.
아미노산은 핵심적인 구조 작용기의 위치에 따라 알파-아미노산(α-아미노산), 베타-아미노산(β-아미노산), 감마-아미노산(γ-아미노산) 또는 델타-아미노산(δ-아미노산)으로 분류할 수 있다. 다른 분류 범주는 극성, 이온화 및 곁사슬 작용기의 유형(지방족, 비고리형, 방향족, 하이드록실기 또는 황의 함유 여부 등)과 관련된다. 사람의 근육 및 기타 조직에서 단백질의 형태로서의 아미노산 잔기들은 두 번째로 큰 구성 성분(물이 가장 큼)을 차지한다. 아미노산은 단백질의 잔기로서의 역할 외에도 신경전달물질 운반, 생합성과 같은 여러 과정들에 관여한다. 이는 지구 상의 생명체의 출현을 가능하게 하는 데 핵심적인 역할을 한 것으로 생각된다.
아미노산은 그림에 표시된 가상의 "중성" 구조의 관점에서 IUPAC-IUBMB 생화학 명명 공동 위원회에 의해 공식적으로 명명되었다. 예를 들어 알라닌의 계통명은 화학식 CH
3−CH(NH
2)−COOH에 기반한 2-아미노프로판산이다. IUPAC-IUBMB 생화학 명명 공동 위원회는 이러한 접근 방식을 다음과 같이 정당화했다.
| “ | 주어진 계통명과 화학식은 아미노기가 양성자화되지 않고 카복실기가 탈양성자화되지 않은 가상의 형태를 나타낸다. 이러한 규칙은 다양한 명명 문제를 피하는 데 유용하지만 이러한 구조가 아미노산 분자의 상당한 부분을 나타내는 것으로 간주해서는 안된다. | ” |
|   | — IUPAC-IUBMB 생화학 명명 공동 위원회 |   |

## 역사
1800년대 초에 몇몇 아미노산들이 최초로 발견되었다. 1806년에 프랑스의 화학자 루이니콜라 보클랭과 피에르 장 로비케는 아스파라거스로부터 화합물을 분리하였는데, 이 화합물은 최초로 발견된 아미노산이었으며 아스파라긴으로 명명되었다. 시스틴은 1810년에 발견되었지만 시스틴의 단량체인 시스테인은 1884년에 이르러서야 발견되었다. 1820년에는 글리신과 류신이 발견되었다. 20가지 표준 아미노산들 중 마지막으로 발견된 아미노산은 트레오닌으로 1935년에 윌리엄 커밍 로즈가 발견하였다. 로즈는 또한 필수 아미노산을 결정하고 최적의 생장을 위한 모든 아미노산들의 최소 일일 요구량을 설정했다.
아미노산들의 화학적 범주의 단일성은 1865년에 샤를 아돌프 뷔르츠에 의해 인식되었지만 그는 이것에 대해 특별한 명칭을 부여하지 않았다. 영어에서 "아미노산(영어: amino acid)"이라는 용어가 처음으로 사용된 것은 1898년부터이며 독일어에서 "아미노산(독일어: Aminosäuren)"이라는 용어는 영어에서보다 더 일찍 사용되었다. 단백질이 효소적으로 소화되거나 산성 가수분해되면 아미노산으로 분해된다는 것이 밝혀졌다. 1902년에 에밀 피셔와 프란츠 호프마이스터는 각각 독립적으로 단백질이 많은 아미노산들로부터 형성되며, 이 과정에서 한 아미노산의 아미노기와 다른 아미노산의 카복실기 사이에 결합이 형성되어 선형 구조를 생성한다고 제안했다. 피셔는 이 선형 구조를 "펩타이드"라고 명명했다.

## 일반 구조
|  |

그림에 표시된 구조에서 R은 각 아미노산의 특정한 곁사슬을 나타낸다. 카복실기 옆에 있는 탄소 원자를 α-탄소라고 한다. α-탄소에 직접적으로 결합된 아미노기를 가지고 있는 아미노산을 α-아미노산이라고 한다. 여기에는 2차 아민인 프롤린과 하이드록시프롤린이 포함된다. 과거에는 종종 이미노산이라고 불렸는데 이는 이민 부분(HN=C)을 포함하지 않기 때문에 부적절한 명칭이다.

### 이성질체
일반적인 천연 형태의 아미노산은 아미노기(−NH+
3, 프롤린의 경우 −NH+
2−)와 카복실기(−CO−
2)가 동일한 α-탄소 원자에 결합되어 있기 때문에 α-아미노산이다. 비카이랄성인 글리신을 제외하고 천연 아미노산은 L-입체배치를 가지고 있으며 리보솜에서 번역되는 동안 단백질에서 발견되는 형태는 L-아미노산이다.
아미노산의 입체배치에 대한 L 및 D 규칙은 아미노산 자체의 광학 활성을 따른 것이 아니라 이론산 그 아미노산이 합성될 수 있는 글리세르알데하이드의 이성질체의 광학 활성을 따른 것이다. D-글리세르알데하이드는 우선성, L-글리세르알데하이드는 좌선성이다.
다른 규칙은 (S) 및 (R) 지정자를 사용하여 절대배치를 지정하는 것이다. 단백질의 거의 모든 아미노산은 α-탄소에 (S)가 있고, 시스테인은 (R)이며, 글리신은 카이랄성이 아니다. 시스테인은 다른 아미노산들과 동일한 기하학적 위치에 곁사슬을 가지고 있지만, R/S 용어는 칸-인골드-프렐로그 순위 규칙에 의해 곁사슬에 더 높은 우선 순위를 부여하는 카복실 산소에 비해 황의 원자 번호가 더높기 때문에 반대이다. 대부분의 다른 곁사슬에 있는 원자들은 카복실기에 비해 우선 순위가 낮다.
드물게 D-아미노산 잔기가 단백질에서 발견되며 번역 후 변형으로 L-아미노산으로부터 전환된다.

### 곁사슬
아미노산은 아미노기의 질소 원자가 카복실기 탄소 옆의 탄소 원자인 α-탄소에 결합될 때 α-아미노산으로 지정된다. 아미노산을 분류하는 방법에는 여러 가지가 있다. 그러나 이들은 종종 이 섹션의 머리 부분에 있는 그래픽에 묘사된 것처럼 곁사슬의 극성에 따라 분류된다.
이 단락 아래의 모든 경우에서 {\displaystyle \mathrm {p} K_{\mathrm {a} }}값(있는 경우)은 단백질의 아미노산 잔기로서 작용기의 이온화를 나타낸다. 이는 유리 아미노산(생화학적 중요성이 거의 없음)에 대한  {\displaystyle \mathrm {p} K_{\mathrm {a} }}값이 아니다.

#### 지방족 곁사슬

L-프롤린의 구조

여러 곁사슬들은 H와 C만 가지고 있으며 이온화되지 않는다. 해당하는 아미노산들은 다음과 같다(괄호 안에 세 문자 약어 및 한 문자 약어 포함).
- 글리신 (Gly, G): H−
- 알라닌 (Ala, A): CH
3−
- 발린 (Val, V): (CH
3)
2CH−
- 류신 (Leu, L): (CH
3)
2CHCH
2−
- 아이소류신 (Ile, I): CH
3CH
2CH(CH
3)
- 프롤린 (Pro, P): −CH
2CH
2CH
2−, 아민이 고리화됨

#### 극성 중성 곁사슬
두 가지 아미노산은 곁사슬에 하이드록실기를 포함하고 있다. 이들은 정상적인 조건에서 이온화되지 않지만 세린은 세린 프로테에이스에 의한 촉매 작용 동안 탈양성자화된다. 이것은 심하게 교란되는 예이며 일반적인 세린 잔기의 특징은 아니다.
- 세린 (Ser, S, 심하게 교란되지 않은 경우 {\displaystyle \mathrm {p} K_{\mathrm {a} }}값이 없음): HOCH
2−
- 트레오닌 (Thr, T, {\displaystyle \mathrm {p} K_{\mathrm {a} }}값 없음): CH
3CHOH−

트레오닌은 2개의 카이랄 중심을 가지고 있는데 이는 카이랄성이 아닌 글리신을 제외한 모든 아미노산들이 공유하고 있는 α-탄소의 L(2S) 카이랄 중심 뿐만 아니라 β-탄소의 (3R) 카이랄 중심을 가지고 있다. 전체 입체화학적 사양은 L-트레오닌(2S,3R)이다.

#### 아마이드 곁사슬
다음의 2가지 아미노산은 아마이드 곁사슬을 가지고 있다.
- 아스파라긴 (Asn, N): NH
2COCH
2−
- 글루타민 (Gln, Q): NH
2COCH
2CH
2−

이러한 곁사슬은 정상 범위의 pH에서 이온화되지 않는다.

#### 황 함유 곁사슬
다음의 2가지 아미노산의 곁사슬에는 황 원자가 포함되어 있으며, 그 중 하나는 정상 범위({\displaystyle \mathrm {p} K_{\mathrm {a} }}로 표시됨)에서 이온화되고 다른 하나는 이온화되지 않는다.
- 시스테인 (Cys, C, {\displaystyle \mathrm {p} K_{\mathrm {a} }=8.3}): HSCH
2−
- 메티오닌 (Met, M, {\displaystyle \mathrm {p} K_{\mathrm {a} }}값 없음): CH
3SCH
2CH
2−

#### 방향족 곁사슬

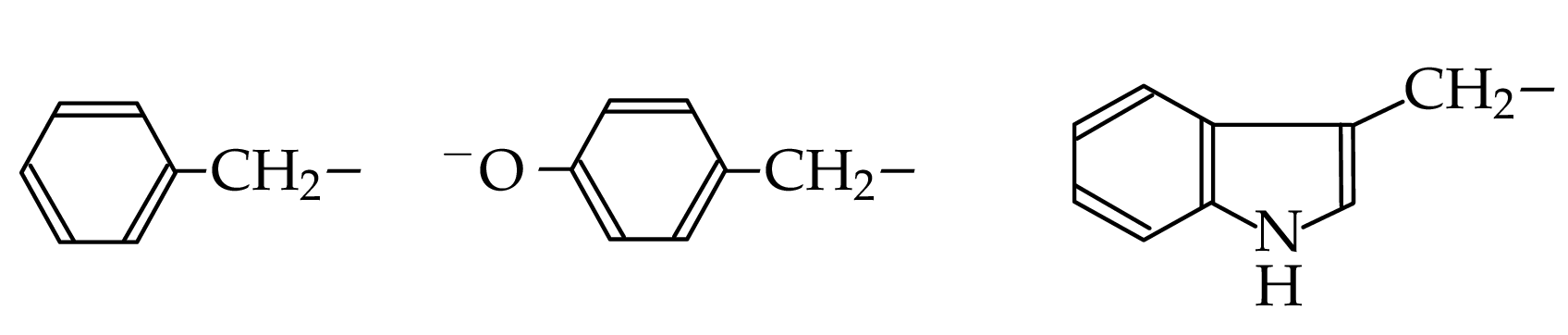
페닐알라닌(왼쪽), 티로신(가운데), 트림토판(오른쪽)의 곁사슬

다음의 세 가지 아미노산은 곁사슬에 방향족 고리를 가지고 있다. 이 중 티로신은 정상 범위에서 이온화되며, 다른 2가지는 이온화되지 않는다.
- 페닐알라닌 (Phe, F, {\displaystyle \mathrm {p} K_{\mathrm {a} }}값 없음): 그림에서 왼쪽에 표시되어 있다.
- 티로신 (Tyr, Y, {\displaystyle \mathrm {p} K_{\mathrm {a} }=9.6}): 그림에서 가운데에 표시되어 있다.
- 트립토판 (Trp, W, {\displaystyle \mathrm {p} K_{\mathrm {a} }}값 없음): 그림에서 오른쪽에 표시되어 있다.

#### 음이온 곁사슬
두 가지 아미노산은 보통의 pH에서 음이온인 곁사슬을 가지고 있다. 이러한 아미노산은 보통 카복실산으로 같이 지칭되지만 가장 적절한 pH 값에서 탈양성자화되기 때문에 보다 정확하게는 카복실산염(영어: carboxylate)이라고 한다. 음이온성 카복실산염 작용기는 포유류의 위에서와 같이 pH가 매우 낮은 환경에서 작용하는 펩신과 같은 효소를 제외하고 모든 환경에서 브뢴스테드 염기로 작용한다.
- 아스파르트산 (Asp, D, {\displaystyle \mathrm {p} K_{\mathrm {a} }=4.1}): -
O
2CCH
2−
- 글루탐산 (Glu, E, {\displaystyle \mathrm {p} K_{\mathrm {a} }=4.5}): -
O
2CCH
2CH
2−

#### 양이온 곁사슬

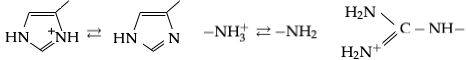
히스티딘(왼쪽), 리신(가운데), 아르기닌(오른쪽)의 곁사슬

중성  pH에서 양이온인 곁사슬을 가지고 있는 3가지 아미노산이 있다(히스티딘에는 양이온 및 중성 형태가 모두 존재한다.). 이들은 일반적으로 염기성 아미노산이라고 불리지만, 이 용어는 오해의 소지가 있다. 히스티딘은 중성 pH에서 브뢴스테드산과 브뢴스테드 염기로 작용할 수 있으며, 리신은 브뢴스테드 산으로 작용하며, 아르기닌은 고정된 양전하를 가지며 중성 조건에서 이온화되지 않는다. 히스티디늄(histidinium), 리스늄(lysinium), 아르기니늄(argininium)이라는 명칭이 구조에 대한 더 정확한 명칭이지만 기본적으로 통용되지 않는다.
- 히스티딘 (His, H, {\displaystyle \mathrm {p} K_{\mathrm {a} }=6.3}): 평형 상태에서의 양성자화된 형태 및 탈양성자화된 형태는 그림의 왼쪽에 표시되어 있다.
- 리신 (Lys, K, {\displaystyle \mathrm {p} K_{\mathrm {a} }=10.4}): 그림에서 가운데에 표시되어 있다.
- 아르기닌 (Arg, R, {\displaystyle \mathrm {p} K_{\mathrm {a} }>12}): 그림에서 오른쪽에 표시되어 있다.

#### β-아미노산 및 γ-아미노산
NH+
3−CXY−CXY−CO−
2 구조의 아미노산들, 예를 들어 β-알라닌, 카르노신 및 몇 가지 다른 펩타이드들의 구성 성분은 β-아미노산이다. NH+
3−CXY−CXY−CXY−CO−
2의 구조를 갖는 것은 γ-아미노산이고, 여기서 X와 Y는 2개의 치환기(그 중 하나는 일반적으로 H임)이다.

### 양쪽성 이온

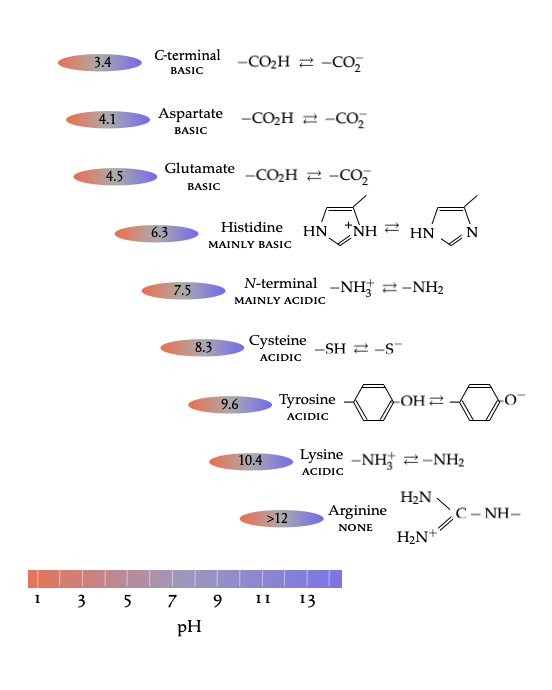
아미노산의 N-말단 아미노기, C-말단 카복실기, 곁사슬의 이온화 및 브뢴스테드 특성

수용액의 적당한 pH에서 아미노산은 양쪽성 이온으로 존재하는데, 즉 하전된 상태에서  –NH+
3와 –CO−
2가 둘 다 있는 쌍극자 이온으로 존재하므로 전체 구조는 NH+
3−CHR−CO−
2이다. 생리학적 pH에서 소위 "중성 형태"인 −NH
2−CHR−CO
2H는 측정 가능한 정도로 존재하지 않는다. 실제 구조에서 두 개의 전하를 합하면 0이 되지만 순 전하가 0인 화학종을 "하전되지 않았다"라고 하는 것은 잘못된 것이다.
매우 낮은 pH(pH 3 미만)에서 카복실기는 양성자화되고 구조는 NH+
3−CHR−CO
2H이 된다. 이것은 포유류의 위 및 리소좀과 같은 산성 환경에서 활성인 펩신과 같은 효소와 관련이 있지만 세포 내 효소에는 크게 적용되지 않는다. 매우 높은 pH(pH 10 초과, 생리학적 조건에서는 일반적으로 볼 수 없음)에서 아미노기는 탈양성자화되어 NH
2−CHR−CO−
2를 생성한다.
산과 염기에 대한 다양한 정의가 화학에서 사용되지만 수용액에서 유용한 유일한 정의는 브뢴스테드의 정의이다. 브뢴스테드의 정의에 따르면 산은 다른 화학종에게 양성자를 줄 수 있는 화학종이고 염기는 양성자를 받을 수 있는 화학종이다. 이 기준은 위의 그림에서 그룹에 라벨을 지정하는데 사용된다. 아스파르트산과 글루탐산은 브뢴스테드 염기로 작용하는 주요 그룹이며, 이들을 산성 아미노산(C 말단과 함께)이라고 언급하는 것은 완전히 잘못된 것이며 오해의 소지가 있다. 마찬가지로 소위 염기성 아미노산(이 역시 잘못된 것이며, 오해의 소지가 있다)으로 불리는 아미노산에는 브뢴스테드 산과 염기로 둘 다 작용하는 하나(히스티딘), 주로 브뢴스테드 산으로 작용하는 하나(리신), 고정된 양전하를 가지고 있어서 일반적으로 산-염기 거동과 관련이 없는 하나(아르기닌)가 포함된다. 또한 중성 pH에서 주로 산으로 작용하는 티로신과 시스테인은 보통 일반적인 분류에서 잊혀진다.

### 등전점

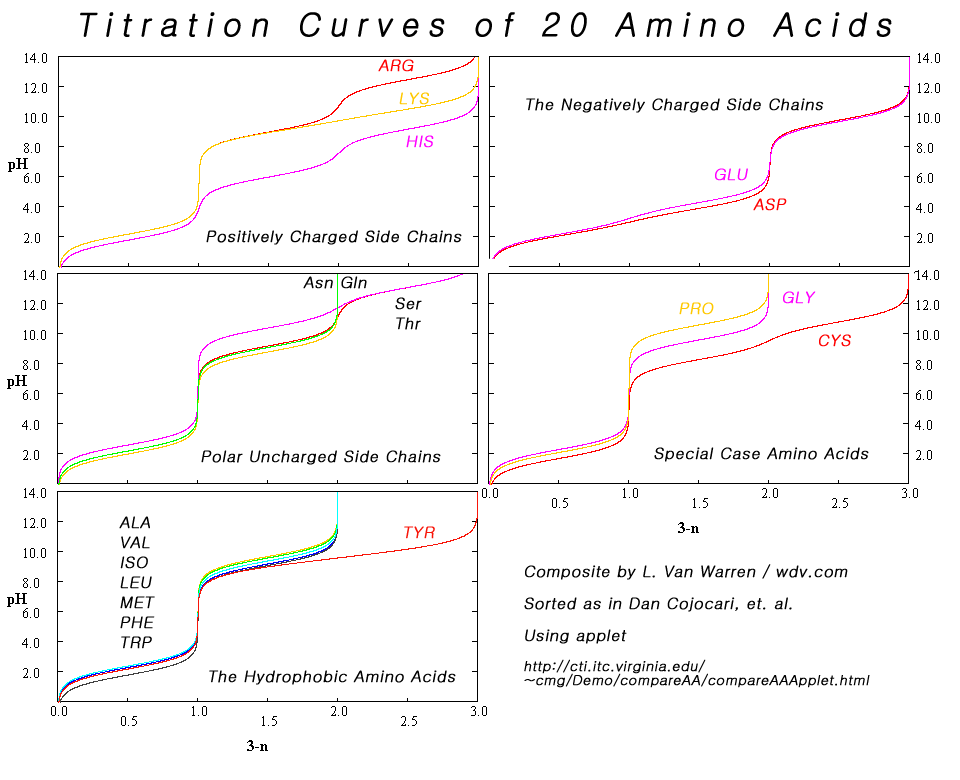
곁사슬의 범주별로 분류된 20가지 단백질생성성 아미노산들의 적정 곡선들

전하를 띠지 않는 곁사슬이 있는 아미노산의 경우 두 pKa 값 사이의 pH 값에서 양쪽성 이온이 우세하지만 소량의 순 음이온 및 순 양이온과 평형 상태로 공존한다. 두 pKa 값 사이의 중간 지점에서 미량의 순 음이온과 미량의 순 양이온은 균형을 이루기 때문에 존재하는 모든 형태의 평균 순 전하는 0이 된다. 이 pH는 등전점(pI)로 알려져 있으며, pI = ⁠1/2⁠(pKa1 + pKa2)로 계산할 수 있다.
하전된 곁사슬이 있는 아미노산의 경우 곁사슬의 pKa가 관련된다. 따라서 음전하로 하전된 곁사슬을 갖는 아스파르트산 또는 글루탐산의 경우 말단 아미노기는 본질적으로 완전히 하전된 형태인 −NH+
3이지만, 이 양전하는 C 말단의 카복실기가 음으로 하전된 상태에 의해 균형을 이룰 필요가 있다. 이것은 두 카복실기의  pKa 값의 중간에서 일어나며, pI = ⁠1/2⁠(pKa1 + pKa(R)), 여기서 pKa(R)은 곁사슬의 pKa이다.
글루탐산(아스파르트산과 유사) 뿐만 아니라 양전하로 하전된 곁사슬을 가지고 있는 시스테인, 히스티딘, 리신, 티로신, 아르기닌을 포함한 이온화가 가능한 곁사슬을 가지고 있는 다른 아미노산에도 유사한 고려 사항이 적용된다.
아미노산은 전기영동시 등전점에서 이동성이 0이지만, 이러한 움직임은 단일 아미노산에서 보다 펩타이드와 단백질에서 더 일반적으로 이용된다. 양쪽성 이온은 등전점에서 최소 용해도를 가지며 일부 아미노산들(특히 비극성 곁사슬을 가지고 있는 아미노산 포함)은 pH를 필요한 등전점으로 조정하여 물에 침전시켜 분리할 수 있다.

## 물리화학적 특성
20가지의 표준 아미노산은 특성에 따라 분류할 수 있다. 특성을 결정하는 중요한 요소로는 전하, 친수성, 소수성, 크기, 작용기 등이 있다. 이러한 특성은 단백질의 구조와 단백질-단백질 상호작용에 영향을 미친다. 수용성 단백질은 소수성 잔기(류신, 아이소류신, 발린, 페닐알라닌, 트립토판)가 단백질의 중간에 묻혀 있는 경향이 있는 반면, 친수성 곁사슬은 수용성 용매에 노출되어 있다. 생화학에서 잔기는 다당류, 단백질, 핵산의 중합체 사슬 내의 특정 단량체를 나타낸다. 내재성 막 단백질은 지질 이중층에 자신을 고정시키는 노출된 소수성 아미노산의 외부 고리를 갖는 경향이 있다. 일부 외재성 막 단백질은 표면의 막에 자신을 고정시키는 소수성 아미노산 부분이 있다. 유사한 방식으로 양전하를 띤 분자에 결합하는 단백질은 글루탐산 및 아스파르트산과 같은 음전하를 띤 아미노산이 풍부한 표면을 가지고 있는 반면, 음전하를 띤 분자에 결합하는 단백질은 리신 및 아르기닌과 같은 양전하를 띤 아미노산이 풍부한 표면을 가지고 있다. 예를 들어 리신과 아르기닌은 핵산 결합 단백질의 복잡성이 낮은 영역에 매우 풍부하다. 아미노산 잔기에 대한 다양한 소수성 척도가 있다.
일부 아미노산은 다른 시스테인 잔기에 대한 공유 결합인 이황화 결합을 형성할 수 있는 시스테인, 폴리펩타이드 골격에 대한 고리형 구조를 형성하는 프롤린, 다른 아미노산들보다 더 유연한 글리신과 같은 특별한 특성을 가지고 있다.
또한 글리신과 프롤린은 진핵생물 및 원핵생물 단백질의 복잡성이 낮은 영역 내에서 매우 풍부한 반면 시스테인, 페닐알라닌, 트립토판, 메티오닌, 발린, 류신, 아이소류신과 같은 반응성이 높거나 복잡하거나 소수성 아미노산의 경우 반대(과소 표현됨)가 관찰되었다.
많은 단백질들은 다양한 번역 후 변형을 거치면서 추가적인 작용기들이 아미노산의 곁사슬에 부착된다. 일부 번역 후 변형에서 소수성 지질단백질, 또는 친수성 당단백질이 생성될 수 있다. 이러한 유형의 변형을 통해 단백질을 막에 가역적으로 표적화할 수 있다. 예를 들어 일부 신호전달 단백질의 시스테인 잔기에 지방산인 팔미트산을 첨가 및 제거하면 단백질을 세포막에 부착시켰다가 분리시킬 수 있다.

### 표준 아미노산의 약어 및 특성에 관한 표
비록 한 문자 약어가 표에 표시되어 있지만 IUPAC-IUBMB는 "한 문자 약어의 사용은 긴 서열을 비교할 때로 제한되어야 함"을 권장하고 있다.
| 아미노산     | 3문자 및 1문자 약어 | 3문자 및 1문자 약어 | 곁사슬              | 곁사슬                | 곁사슬                | 소수성 지표 | 분자 흡수 계수  | 분자 흡수 계수     | 분자량  | 단백질에서의 풍부도 (%) | 표준 유전 부호, IUPAC 표기법 |
| 아미노산     | 3                   | 1                   | 부류                | 극성                  | pH 7.4에서의 순전하   | 소수성 지표 | 파장, λmax (nm) | 계수 ε (mM−1·cm−1) | 분자량  | 단백질에서의 풍부도 (%) | 표준 유전 부호, IUPAC 표기법 |
| ------------ | ------------------- | ------------------- | ------------------- | --------------------- | --------------------- | ----------- | --------------- | ------------------ | ------- | ----------------------- | ---------------------------- |
| 알라닌       | Ala                 | A                   | 지방족              | 비극성                | 중성                  | 1.8         |                 |                    | 89.094  | 8.76                    | GCN                          |
| 아르기닌     | Arg                 | R                   | 고정 양이온         | 염기성 극성           | 양전하                | −4.5        |                 |                    | 174.203 | 5.78                    | MGR, CGY                     |
| 아스파라긴   | Asn                 | N                   | 아마이드            | 극성                  | 중성                  | −3.5        |                 |                    | 132.119 | 3.93                    | AAY                          |
| 아스파르트산 | Asp                 | D                   | 음이온              | 브뢴스테드 염기       | 음전하                | −3.5        |                 |                    | 133.104 | 5.49                    | GAY                          |
| 시스테인     | Cys                 | C                   | 싸이올              | 브뢴스테드 염기       | 중성                  | 2.5         | 250             | 0.3                | 121.154 | 1.38                    | UGY                          |
| 글루타민     | Gln                 | Q                   | 아마이드            | 극성                  | 중성                  | −3.5        |                 |                    | 146.146 | 3.9                     | CAR                          |
| 글루탐산     | Glu                 | E                   | 음이온              | 브뢴스테드 염기       | 음전하                | −3.5        |                 |                    | 147.131 | 6.32                    | GAR                          |
| 글리신       | Gly                 | G                   | 지방족              | 비극성                | 중성                  | −0.4        |                 |                    | 75.067  | 7.03                    | GGN                          |
| 히스티딘     | His                 | H                   | 방향족 양이온       | 브뢴스테드 산 및 염기 | 양전하, 10% 중성, 90% | −3.2        | 211             | 5.9                | 155.156 | 2.26                    | CAY                          |
| 아이소류신   | Ile                 | I                   | 지방족              | 비극성                | 중성                  | 4.5         |                 |                    | 131.175 | 5.49                    | AUH                          |
| 류신         | Leu                 | L                   | 지방족              | 비극성                | 중성                  | 3.8         |                 |                    | 131.175 | 9.68                    | YUR, CUY                     |
| 리신         | Lys                 | K                   | 양이온              | 브뢴스테드 산         | 양전하                | −3.9        |                 |                    | 146.189 | 5.19                    | AAR                          |
| 메티오닌     | Met                 | M                   | 싸이오에터          | 비극성                | 중성                  | 1.9         |                 |                    | 149.208 | 2.32                    | AUG                          |
| 페닐알라닌   | Phe                 | F                   | 방향족              | 비극성                | 중성                  | 2.8         | 257, 206, 188   | 0.2, 9.3, 60.0     | 165.192 | 3.87                    | UUY                          |
| 프롤린       | Pro                 | P                   | 고리 구조           | 비극성                | 중성                  | −1.6        |                 |                    | 115.132 | 5.02                    | CCN                          |
| 세린         | Ser                 | S                   | 하이드록실기가 있음 | 극성                  | 중성                  | −0.8        |                 |                    | 105.093 | 7.14                    | UCN, AGY                     |
| 트레오닌     | Thr                 | T                   | 하이드록실기가 있음 | 극성                  | 중성                  | −0.7        |                 |                    | 119.119 | 5.53                    | ACN                          |
| 트립토판     | Trp                 | W                   | 방향족              | 비극성                | 중성                  | −0.9        | 280, 219        | 5.6, 47.0          | 204.228 | 1.25                    | UGG                          |
| 티로신       | Tyr                 | Y                   | 방향족              | 브뢴스테드 산         | 중성                  | −1.3        | 274, 222, 193   | 1.4, 8.0, 48.0     | 181.191 | 2.91                    | UAY                          |
| 발린         | Val                 | V                   | 지방족              | 비극성                | 중성                  | 4.2         |                 |                    | 117.148 | 6.73                    | GUN                          |

일부 생물종에서는 일반적으로 종결 코돈으로 해석되는 코돈에 의해 암호화되는 두 가지 추가적인 아미노산이 있다.
| 21번째 및 22번째 아미노산 | 3문자 약어 | 1문자 약어 | 분자량  |
| ------------------------- | ---------- | ---------- | ------- |
| 셀레노시스테인            | Sec        | U          | 168.064 |
| 피롤리신                  | Pyl        | O          | 255.313 |

특정 아미노산 코드 외에도 플레이스홀더는 펩타이드 또는 단백질의 화학적 또는 결정학적 분석이 잔기의 정체를 확실하게 결정할 수 없는 경우에 사용된다. 이들은 또한 보존된 단백질 서열 모티프를 요약하는 데 사용된다. 유사한 잔기의 세트를 나타내는 단일 문자의 사용은 축퇴 염기에 대한 약어 코드의 사용과 유사하다.
| 모호한 아미노산              | 3문자 약어 | 1문자 약어 | 포함되는 아미노산         | 포함되는 코돈      |
| ---------------------------- | ---------- | ---------- | ------------------------- | ------------------ |
| 모두 / 알 수 없음            | Xaa        | X          | All                       | NNN                |
| 아스파라긴 또는 아스파르트산 | Asx        | B          | D, N                      | RAY                |
| 글루타민 또는 글루탐산       | Glx        | Z          | E, Q                      | SAR                |
| 류신 또는 아이소류신         | Xle        | J          | I, L                      | YTR, ATH, CTY      |
| 소수성 아미노산              |            | Φ          | V, I, L, F, W, Y, M       | NTN, TAY, TGG      |
| 방향족 아미노산              |            | Ω          | F, W, Y, H                | YWY, TTY, TGG      |
| 지방족 아미노산              |            | Ψ          | V, I, L, M                | VTN, TTR           |
| 크기가 작은 아미노산         |            | π          | P, G, A, S                | BCN, RGY, GGR      |
| 친수성 아미노산              |            | ζ          | S, T, H, N, Q, E, D, K, R | VAN, WCN, CGN, AGY |
| 양전하를 띤 아미노산         |            | +          | K, R, H                   | ARR, CRY, CGR      |
| 음전하를 띤 아미노산         |            | −          | D, E                      | GAN                |

Unk는 때때로 Xaa 대신 사용되지만 덜 표준적이다.
Ter 또는 * (종결에서)는 종결 코돈이 존재할 때 단백질의 돌연변이 표기법으로 사용된다.
또한 많은 비표준 아미노산에는 특정 코드가 있다. 예를 들어 보르테조밉 및 MG132와 같은 여러 펩타이드 약물들은 인공적으로 합성되며 특정 코드가 있는 보호기를 유지한다. 보르테조밉은 Pyz–Phe–boroLeu이고 MG132는 Z–Leu–Leu–Leu–al이다. 단백질 구조의 분석을 돕기 위해 광반응성 아미노산 유사체를 사용할 수 있다. 여기에는 포토류신(pLeu)과 포토메티오닌(pMet)이 포함된다.

## 생화학에서의 생성 및 기능
카복실기 옆의 α-탄소 원자에 아미노기가 부착된 아미노산은 단백질 합성에 참여하기 때문에 생물체에서 중요한 역할을 한다. 이들은 2-아미노산 알파-아미노산 또는 α-아미노산으로 알려져 있다. 대부분의 경우 일반식이 H
2NCHRCOOH이며, 여기서 R기는 곁사슬로 알려진 유기 치환기이다. 보통 아미노산이라는 용어는 이들을 구체적으로 언급하는 데 사용된다. 여기에는 22가지의 단백질생성성 아미노산이 포함되며, 이 아미노산들은 펩타이드 사슬(폴리펩타이드)로 결합하여 방대한 단백질 배열의 빌딩 블록을 형성한다. 이들은 모두 L-입체 이성질체("왼손" 거울상 이성질체)이지만 일부 D-아미노산("오른손" 거울상 이성질체)는 세균 피막, 신경조절물질(D-세린) 및 일부 항생제에서 발견된다.
많은 단백질생성성 아미노산 및 단백질비생성성 아미노산은 생물학적 기능을 가지고 있다. 예를 들어 사람의 뇌에서 글루탐산(표준 아미노산) 및 γ-아미노뷰티르산(GABA, 비표준 γ-아미노산)은 각각 주요 흥분성 신경전달물질 및 억제성 신경전달물질이다. 결합 조직인 콜라겐의 주성분인 하이드록시프롤린은 프롤린으로부터 합성된다. 글리신은 적혈구에서 사용되는 포르피린 생합성의 전구체이다. 카르니틴은 지질 수송에 사용된다. 9가지의 단백질생성성 아미노산은 인체에서 다른 화합물로부터 생성할 수 없어서 음식물을 통해 섭취해야 하기 때문에 필수 아미노산이라고 불린다. 다른 아미노산들은 특정 연령이나 의학적 상태에 대해 조건부로 필수적일 수 있다. 필수 아미노산도 생물종에 따라 다를 수 있다. 생물학적 중요성 때문에 아미노산은 영양에 중요하며 일반적으로 영양 보충제, 비료, 사료 및 식품 산업에 사용된다. 산업적 용도로는 약물, 생분해성 플라스틱 및 카이랄성 촉매 생산 등이 있다.

### 단백질생성성 아미노산
아미노산은 단백질의 전구체이다. 아미노산들은 탈수 축합 반응에 의해 서로 결합하여 펩타이드라고 하는 짧은 중합체 사슬이나 폴리펩타이드 또는 단백질이라고 하는 더 긴 중합체 사슬을 형성한다. 이들 사슬은 선형이고 가지가 없으며 각 아미노산 잔기들이 서로 펩타이드 결합에 의해 연결되어 있다. 자연에서 유전 물질인 DNA 및 RNA에 의해 암호화된 단백질을 만드는 과정을 번역이라고 하며, 리보솜이라고 하는 리보자임에 의해 신장되는 단백질에 아미노산이 단계적으로 첨가된다. 아미노산이 첨가되는 것은 생물의 유전자 중 하나의 RNA 사본인 mRNA 주형의 유전 부호에 따른다.
22가지 아미노산은 폴리펩타이드에 자연적으로 통합되며 단백질생성성 아미노산 또는 천연 아미노산이라고 불린다. 이 중 20가지는 보편적인 유전 부호에 의해 암호화된다. 나머지 2가지인 셀레노시스테인과 피롤리신은 독특한 합성 메커니즘에 의해 단백질에 통합된다. 셀레노시스테인은 번역되는 mRNA에 SECIS 요소가 포함될 때 단백질에 통합되며 UGA 코돈은 종결 코돈 대신 셀레노시스테인을 암호화하게 된다. 피롤리신은 일부 메테인생성 고세균에 의해 메테인을 생성하는 데 사용하는 효소에서 사용된다. 피롤리신은 다른 생물에서 일반적으로 종결 코돈으로 사용되는 UAG 코돈에 의해 암호화된다. 이 UAG 코돈은 PYLIS 하류 서열의 뒤를 따른다.
여러 독립적인 진화 연구들에 따르면 글리신, 알라닌, 아스파르트산, 발린, 세린, 프롤린, 글루탐산, 류신, 트레오닌은 초기 유전 부호를 구성하는 아미노산의 부류에 속할 수 있는 반면 시스테인, 메티오닌, 티로신, 트립토판, 히스티딘, 페닐알라닌은 유전 부호에 나중에 추가된 아미노산의 부류로 구분할 수 있다.

### 표준 아미노산 및 비표준 아미노산
보편적인 유전 부호의 코돈에 의해 직접적으로 암호화되어 있는 20가지의 아미노산들을 표준 아미노산이라고 한다. 메티오닌의 변형된 형태인 N-폼일메티오닌은 보통 세균, 미토콘드리아 및 엽록체에서 단백질의 맨 첫 번째 아미노산으로 메티오닌 대신에 사용된다. 이 외의 다른 아미노산들은 비표준 아미노산이라고 한다. 대부분의 비표준 아미노산은 단백질비생성성 아미노산(즉, 번역 중에 단백질에 통합될 수 없음)이지만, 그 중 2가지는 단백질생성성 아미노산이다. 이 두 가지 아미노산은 보편적인 유전 부호에 의해 암호화되지 않은 정보를 이용하여 번역 과정에서 단백질에 통합될 수 있다.
이 두 가지 비표준 단백질생성성 아미노산은 셀레노시스테인(대부분의 진핵생물 뿐만 아니라 많은 원핵생물에 존재하지만 DNA에 의해 직접적으로 암호화되어 있지는 않음)과 피롤리신(일부 고세균 및 적어도 하나의 세균에서만 발견됨)이다. 이러한 비표준 아미노산의 단백질로의 통합은 드물다. 예를 들어 사람의 25가지 단백질은 1차 구조에 셀레노시스테인을 포함하며 구조적으로 특성화된 효소(셀레노효소)는 활성 부위의 촉매 부분에 셀레노시스테인을 사용한다. 피롤리신과 셀레노시스테인은 변이 코돈을 통해 암호회된다. 예를 들어 셀레노시스테인은 종결 코돈과 SECIS 요소에 의해 암호화된다.
N-폼일메티오닌(세균, 미토콘드리아, 엽록체에서 단백질의 맨 첫 번째 아미노산인 경우가 많음)은 일반적으로 별도의 단백질생성성 아미노산이 아난 메티오닌의 한 형태로 간주된다. 자연에서 발견되지 않는 코돈-tRNA 조합은 또한 유전 부호를 확장하고 단백질비생성성 아미노산을 포함하는 알로단백질로 알려진 새로운 단백질을 형성하는 데 사용될 수 있다.

### 단백질비생성성 아미노산
22가지의 단백질생성성 아미노산 외에도 많은 단백질비생성성 아미노산들이 알려져 있다. 이들은 단백질(예: 카르니틴, GABA, 레보티록신)에서 발견되지 않거나 세포의 번역 체계에 의해 직접적으로 분리되어 생성되지 않는다(예: 하이드록시프롤린 및 셀레노메티오닌).
단백질에서 발견되는 단백질비생성성 아미노산은 번역 후 변형에 의해 형성된다. 이러한 변형은 보통 단백질의 기능이나 조절에 필수적이다. 예를 들어 글루탐산의 카복실화는 칼슘 양이온과 더 잘 결합하게 하고, 콜라겐에는 프롤린의 하이드록실화에 의해 생성된 하이드록시프롤린이 포함되어 있다. 또 다른 예는 리신 잔기의 변형을 통한 번역 개시인자 EIF5A에서 하이퓨신의 형성이다. 이러한 변형은 또한 단백질의 국재화(局在化, localization)를 결정할 수 있으며, 예를 들어 긴 소수성 작용기를 추가하면 단백질이 인지질 막에 결합할 수 있다.
일부 단백질비생성성 아미노산은 단백질에서 발견되지 않는다. 예로는 2-아미노아이소뷰티르산 및 신경전달물질인 γ-아미노뷰티르산이 있다. 단백질비생성성 아미노산은 표준 아미노산의 대사 경로에서 대사 중간생성물로 종종 생성된다. 예를 들어 오르니틴과 시트룰린은 아미노산 분해 대사의 일부인 요소 회로에서 생성된다(아래 참조). 생물학에서 α-아미노산의 우세에 대한 드문 예외는 β-아미노산인 β-알라닌(3-아미노프로판산)이며, 이는 식물과 미생물에서 조효소 A의 구성 요소인 판토텐산(비타민 B5)의 합성에 사용된다.

### 사람의 영양에서

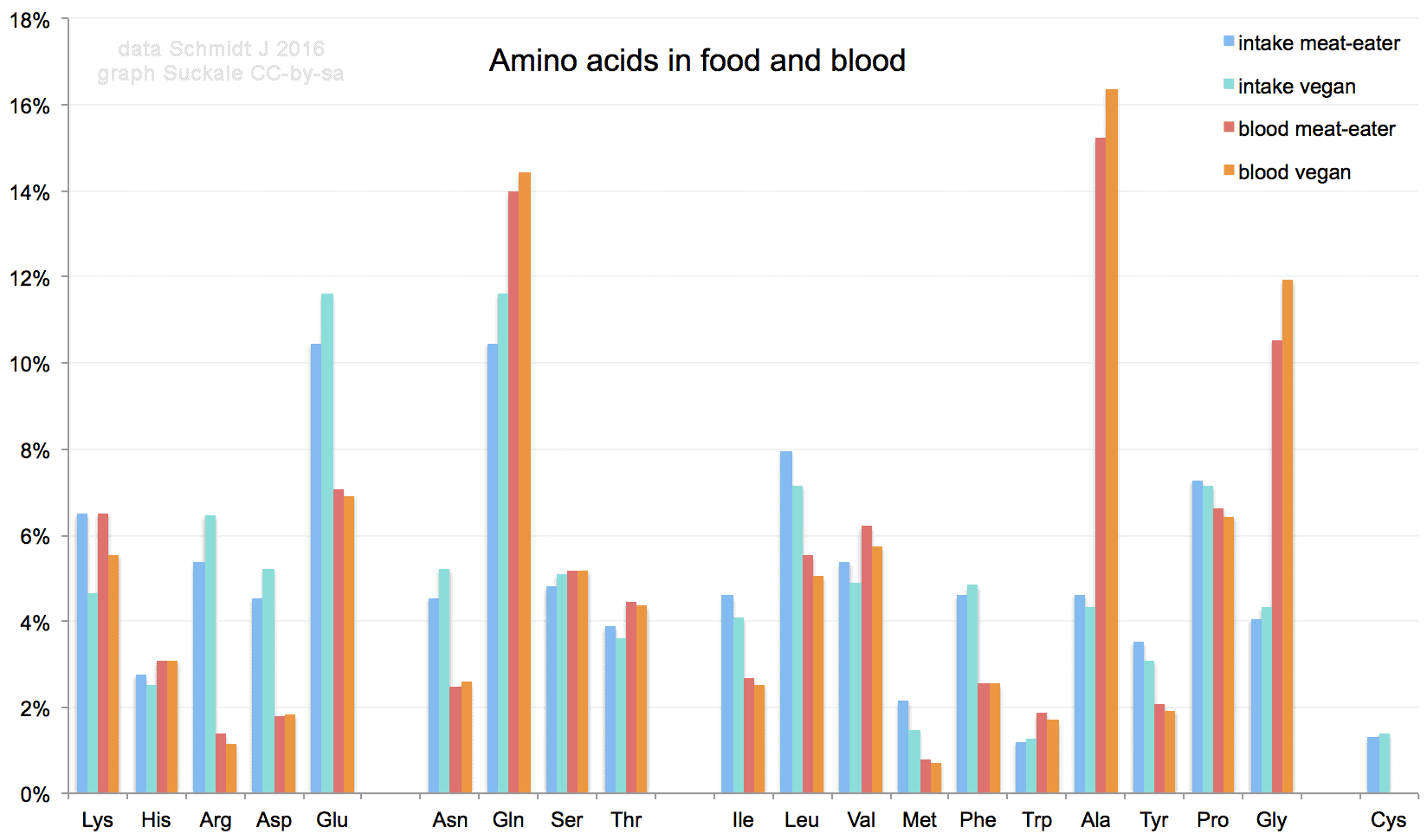
사람의 식단에서 아미노산 비율과 사람의 혈액에서의 아미노산의 비율. 글루탐산과 글루타민은 10% 이상으로 음식에서 가장 흔한 반면, 알라닌, 글루타민, 글리신은 혈액에서 가장 흔하다.

20가지 표준 아미노산은 음식물로부터 인체로 흡수되면 단백질, 기타 생체분자들을 합성하는 데 사용되거나 에너지원으로 사용되기 위해 암모니아와 이산화 탄소로 산호된다. 산화 경로는 아미노기전이효소에 의한 아미노기의 제거로부터 시작된다. 그런 다음 아미노기는 요소 회로로 들어간다. 아미노기 전이반응의 다른 산물은 시트르산 회로로 들어가는 케토산이다. 포도당생성성 아미노산은 또한 포도당신생합성을 통해 포도당으로 전환될 수 있다. 20가지 표준 아미노산들 중 9가지(히스티딘, 아이소류신, 류신, 리신, 메티오닌, 페닐알라닌, 트레오닌, 트립토판, 발린)는 인체가 정상적인 성장에 필요한 수준으로 다른 화합물로부터 합성할 수 없기 때문에 필수 아미노산이라고 불리며, 따라서 이들은 음식물로부터 섭취해야 한다. 또한 시스테인, 티로신, 아르기닌은 준필수 아미노산으로 간주되며, 타우린은 어린이에게 준필수 아미노설폰산으로 간주된다. 이러한 단량체를 합성하는 대사 경로는 완전히 밝혀지지 않았다. 필요한 양은 또한 개인의 나이와 건강에 따라 다르기 때문에 일부 아미노산에 대한 식이 요구량에 대해서 일반적인 설명을 하기는 어렵다. 비표준 아미노산인 β-메틸아미노-L-알라닌(BMAA)에 대한 식이 노출은 근위축성 측삭경화증을 포함한 사람의 신경퇴행성 질환과 관련이 있다.

### 비단백질 기능
사람에서 단백질비생성성 아미노산은 신경전달물질인 γ-아미노뷰티르산(GABA)의 생합성과 같은 대사 중간생성물로서 중요한 역할을 한다. 많은 아미노산들이 다음의 예와 같은 다른 분자들을 합성하는 데 사용된다.
- 트립토판은 신경전달물질인 세로토닌의 전구체이다.[95]
- 티로신(및 그 전구체인 페닐알라닌)은 카테콜아민 신경전달물질인 도파민, 에피네프린, 노르에피네프린 및 다양한 미량 아민의 전구체이다.
- 페닐알라닌은 사람에서 펜에틸아민과 티로신의 전구체이다. 페닐알라닌은 식물에서 식물 대사에 중요한 다양한 페닐프로파노이드의 전구체이다.
- 글리신은 헴과 같은 포르피린의 전구체이다.[96]
- 아르기닌은 산화 질소의 전구체이다.[97]
- 오르니틴과 S-아데노실메티오닌은 폴리아민의 전구체이다.[98]
- 아스파르트산, 글리신, 및 글루타민은 뉴클레오타이드의 전구체이다.[99] 그러나 다른 비표준 아미노산들의 모든 기능들이 알려진 것은 아니다.

일부 비표준 아미노산은 식물의 초식동물에 대한 방어 수단으로 사용된다. 예를 들어, 카나바닌은 많은 콩류에서 발견되는 아르기닌의 유사체이며, 특히 카나발리아 글라디아타(Canavalia gladiata)에서 다량으로 발견된다. 이 아미노산은 곤충과 같은 포식자로부터 식물을 보호하고 일부 유형의 콩류는 가공하지 않고 먹으면 사람에게 질병을 유발할 수 있다. 단백질비생성성 아미노산인 미모신은 다른 콩과 식물, 특히 은자귀나무(Leucaena leucocephala)에서 발견된다. 이 화합물은 티로신의 유사체이며, 이러한 식물을 뜯어먹는 동물을 독살시킬 수 있다.

## 산업에서의 용도
아미노산은 산업에서 다양한 용도로 사용되지만 주요 용도는 동물 사료의 첨가제이다. 대두와 같은 이러한 사료의 많은 벌크 성분은 수준이 낮거나 일부 필수 아미노산이 부족하기 때문에 아미노산을 필요로 한다. 리신, 메티오닌, 트레오닌, 트립토판은 이러한 사료의 생산에서 상당히 중요하다. 이러한 산업에서 아미노산은 또한 보충제에서 무기 염류 흡수를 개선하기 위해 금속 양이온을 킬레이트화하는 데 사용되며, 이는 이러한 동물의 건강이나 생산성을 향상시키는 데 필요할 수 있다.
식품 산업은 또한 아미노산, 특히 향미 증강제로 사용되는 글루탐산과 저칼로리 인공 감미료로 사용되는 아스파르탐(아스파르틸페닐알라닌 1-메틸 에스터)의 주요 소비처이다. 동물의 영양에 사용되는 것과 유사한 기술이 무기 염류의 흡수를 개선하고 무기 염류 보충의 부정적인 부작용을 줄임으로써 빈혈과 같은 무기 염류 결핍 증상을 완화시키기 위해 사람을 대상으로 한 영양 산업에서 사용된다.
아미노산의 킬레이트화 능력은 철 황백증과 같은 무기 염류 결핍을 개선하기 위해 식물에 무기 염류 전달을 촉진하기 위한 용도로 농업용 비료에 사용되었다. 이 비료는 또한 결핍이 발생하는 것을 방지하고 식물의 전반적인 건강을 개선하는 데 사용된다. 나머지 아미노산들은 의약품 및 화장품의 합성에 사용된다.
유사하게 일부 아미노산 유도체들은 제약 산업에서 사용된다. 예로는 우울증의 실험적 치료에 사용되는 5-하이드록시트립토판(5-HTP), 파킨슨병 치료에 사용되는 L-다이하이드록시페닐알라닌(L-DOPA), 오르니틴 탈카복실화효소를 저해하여 수면병 치료에 사용되는 에플로르니틴 등이 있다.

### 확장된 유전 부호
2001년부터 40가지의 비천연 아미노산들이 단백질에 추가되어 고유한 코돈(리코딩)을 생성하고 이에 상응하는 다양한 물리화학적 및 생물학적 특성을 지닌 tRNA와 아미노아실-tRNA 합성효소의 쌍을 생성하여 단백질의 구조 및 기능을 탐색하거나 신규 또는 강화된 단백질을 생성하는 도구로 사용된다.

### 널로머
널로머는 이론상 아미노산을 암호화하고 있는 코돈이지만 자연에서 이 코돈을 사용하여 다른 아미노산을 사용하는 것에 대한 선택적 편향이 있다. 예를 들어 세균은 아르기닌에 대한 코돈으로 AGA 대신 CGA를 사용하는 것을 선호한다. 이것은 게놈에 나타나지 않는 일부 서열을 생성한다. 이러한 특성을 활용하여 새로운 선택적 항암제를 만들고 범죄 현장 조사에서 DNA 샘플의 교차 오염을 방지하는 데 사용할 수 있다.

### 화학적 빌딩 블록
아미노산은 저비용 공급 원료로서 중요하다. 이들 화합물은 거울상 이성질체의 순수한 빌딩 블록으로서 카이랄 풀 합성에 사용된다.
아미노산은 비대칭 수소화 반응과 같은 전구체 카이랄 촉매로 조사되었지만 상업적 응용은 존재하지 않는다.

### 생분해성 플라스틱
아미노산은 환경 친화적인 포장재와 약물 전달 및 보철 임플란트에 활용되는 생분해성 고분자의 구성 요소로 간주되어 왔다. 이러한 재료의 흥미로운 예는 일회용 기저귀 및 농업에 활용될 수 있는 수용성 생분해성 중합체인 폴리아스파르트산이다. 용해도와 금속 이온을 킬레이트화하는 능력으로 인해 폴리아스파르트산은 생분해성 스케일링 방지제 및 부식 방지제로도 사용되고 있다. 또한 방향족 아미노산인 티로신은 폴리카보네이트 제조에서 비스페놀 A와 같은 페놀을 대체할 수 있는 것으로 간주되었다.

## 합성

스트렉커 아미노산 합성법

### 화학 합성
아미노산의 상업적 생산은 일반적으로 탄소원으로 포도당을 사용하여 개별 아미노산을 과잉 생산하는 돌연변이 세균에 의존한다. 일부 아미노산은 합성 중간생성물의 효소적 전환으로 생성된다. 예를 들어 2-아미노싸이아졸린-4-카복실산은 L-시스테인의 산업적 합성에서의 중간생성물이다. 아스파르트산은 분해효소를 사용하여 푸마르산에 암모니아를 첨가하여 생성된다.

### 생합성
식물에서 질소는 먼저 미토콘드리아에서 α-케토글루타르산과 암모니아로부터 형성된 글루탐산 형태의 유기 화합물로 동화된다. 다른 아미노산의 경우 식물은 아미노기를 글루탐산에서 다른 α-케토산으로 전이시키기 위해 아미노기전이효소를 사용한다. 예를 들어 아스파르트산 아미노기전이효소는 글루탐산과 옥살로아세트산을 α-케토글루타르산과 아스파르트산으로 전환시킨다. 다른 생물들도 아미노산 합성을 위해 아미노기전이효소를 사용한다.
비표준 아미노산은 일반적으로 표준 아미노산의 변형을 통해 형성된다. 예를 들어 호모시스테인은 황전환 경로를 통해 또는 대사 중간생성물인 S-아데노실메티오닌을 통한 메티오닌의 탈메틸화에 의해 형성되는 반면, 하이드록시프롤린은 프롤린의 번역 후 변형에 의해 만들어진다.
미생물과 식물은 흔하지 않는 많은 아미노산들을 합성한다. 예를 들어 일부 미생물들은 2-아미노아이소뷰티르산 및 알라닌의 황화물 가교 유도체인 란티오닌을 생성한다. 이 두 가지 아미노산은 모두 알라메티신과 같은 펩타이드성 란티바이오틱스에서 발견된다. 식물에서 1-아미노사이클로프로페인-1-카복실산은 식물 호르몬인 에틸렌 생성에서의 대사 중간생성물인 작은 이치환된 고리형 아미노산이다.

## 반응
아미노산은 구성 작용기의 예상되는 반응을 겪는다.

### 펩타이드 결합의 형성

두 개의 아미노산이 축합되어 다이펩타이드를 형성한다. 두 개의 아미노산 잔기들은 펩타이드 결합을 통해 연결된다.

한 아미노산의 아미노기와 다른 아미노산의 카복실기가 반응하여 펩타이드 결합을 형성하여 결합될 수 있다. 이러한 아미노산들의 중합 반응을 통해 단백질이 생성된다. 두 개의 아미노산이 펩타이드 결합으로 연결될 때 물이 생성된다. 세포에서 이 반응은 직접적으로 일어나지 않는다. 대신에 아미노산은 먼저 에스터 결합을 통해 tRNA 분자에 부착되어 활성화된다. 이 아미노아실-tRNA는 아미노아실-tRNA 합성효소에 의해 수행되는 ATP 의존성 반응으로 생성된다. 이 아미노아실-tRNA는 리보솜의 기질이 되며, 이는 에스터 결합에서 신장되는 단백질 사슬의 아미노기의 공격을 촉매한다. 이러한 메커니즘의 결과로 리보솜에 의해 만들어지는 모든 단백질들은 N-말단에서 시작하여 C-말단 쪽으로 합성된다.
그러나 모든 펩타이드 결합들이 이런 방식으로 형성되는 것은 아니다. 몇몇 경우에 펩타이드는 특정 효소에 의해 합성된다. 예를 들어 트라이펩타이드인 글루타티온은 산화 스트레스에 대한 세포 방어의 필수적인 부분이다. 이 펩타이드는 유리 아미노산으로부터 두 단계로 합성된다. 첫 번째 단계에서 γ-글루타밀시스테인 합성효소는 글루탐산의 곁사슬에 있는 카복실기(이 곁사슬의 γ 탄소)와 시스테인의 아미노기 사이에 펩타이드 결합을 형성하게 하여 글루탐산과 시스테인을 축합한다. 이 다이펩타이드는 글루타티온 합성효소에 의해 글리신과 축합되어 글루타티온을 형성한다.
화학에서 펩타이드는 다양한 반응에 의해 합성된다. 고체상 펩타이드 합성에서 가장 많이 사용되는 것 중 하나는 아미노산의 방향족 옥심 유도체를 활성화 단위로 사용하는 것이다. 이들은 고체 수지 지지체에 부착된 신장되는 펩타이드 사슬에 순서대로 첨가된다. 펩타이드 라이브러리는 고속대량 스크리닝을 통한 약물 발견에 사용된다.
작용기의 조합은 아미노산이 금속-아미노산 킬레이트에 대한 효과적인 다좌 리간드가 될 수 있도록 한다. 또한 아미노산의 다양한 곁사슬들은 화학 반응을 겪을 수 있다.

### 이화작용

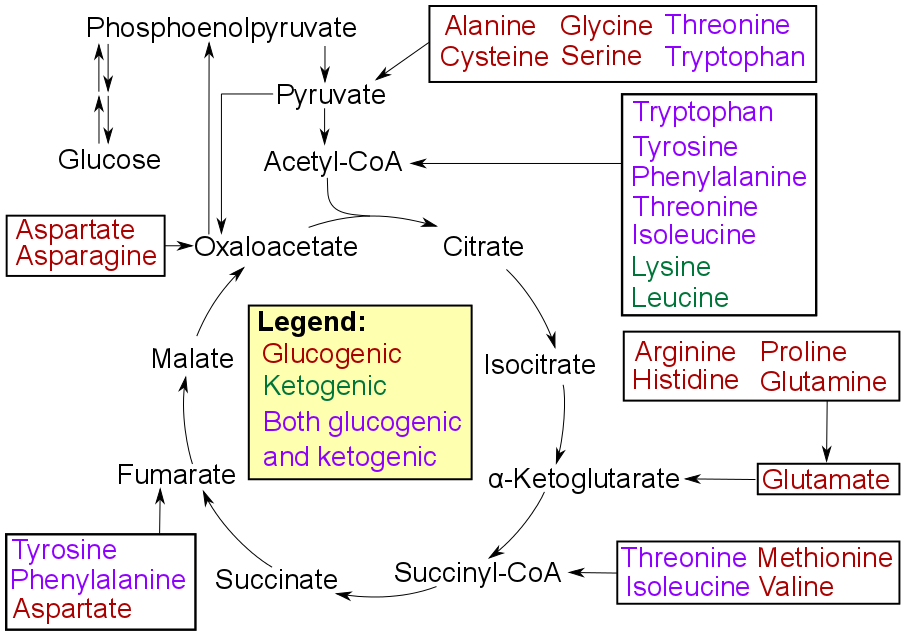
단백질생성성 아미노산의 이화작용. 아미노산은 주요 분해 산물의 특성에 따라 분류할 수 있다.
- 포도당생성성 아미노산: 포도당신생합성에 의해 포도당을 생성할 수 있는 아미노산
- 케톤체생성성 아미노산: 케톤체의 전구물질인 아세틸-CoA로 직접적으로 분해될 수 있는 아미노산. 이러한 아미노산은 케톤체생성 또는 지질 합성에 사용될 수 있다.
- 아미노산은 포도당새성성 및 케톤체생성성 산물로 이화대사된다.

아미노산 분해는 보통 아미노기를 α-케토글루타르산으로 전이시켜 글루탐산을 생성하는 과정에서 탈아미노화를 수반한다. 이 과정에는 보통 아미노산 합성 동안 아미노화에 사용되는 것과 동일한 아미노기전이효소가 사용된다. 많은 척추동물에서 아미노기는 요소 회로를 통해 제거되고 요소의 형태로 배설된다. 아미노산 분해에서 요소 대신에 요산이나 암모니아를 생성할 수도 있다. 예를 들어 세린 탈수효소는 세린을 피루브산과 암모니아로 전환한다. 하나 이상의 아미노기를 제거한 후 아미노산의 나머지 부분은 때때로 새로운 아미노산을 합성하는 데 사용되거나 또는 오른쪽 그림에서 자세히 설명된 대로 해당과정이나 시트르산 회로로 들어가 에너지로 사용될 수 있다.

### 착물 형성
아미노산은 전이 금속 아미노산 착물을 형성하는 두 자리 리간드이다.
|  |

## 화학적 분석
유기물의 총 질소 함량은 주로 단백질의 아미노기에 의해 결정된다. 총 켈달 질소(total Kjeldahl nitrogen, TKN)는 일반적으로 폐수, 토양, 식품, 사료 및 유기물의 분석에 널리 사용되는 질소 측정법이다. 이름에서 알 수 있듯이 켈달법이 적용된다. 더 민감한 방법을 사용할 수도 있다.

## 같이 보기
- 단백질생성성 아미노산
- 단백질비생성성 아미노산
- 포도당생성성 아미노산
- 케톤체생성성 아미노산
- 필수 아미노산
- 방향족 아미노산
- 가지사슬 아미노산
- 이차 아미노산
- D-아미노산
- 이미노산
- 아미노산 연대 측정
- β-펩타이드
- 데그론
- 에렙신
- 호모카이랄성
- 고아미노산혈증
- 류신류
- 밀러와 유리의 실험
- 염기서열
- DNA 및 RNA 코돈표

## 주해
1. ↑  늦은 발견은 시스테인이 공기 중에서 시스틴으로 산화된다는 사실에 의해 설명된다.
2. ↑  하이드록시프롤린은 매우 적은 단백질, 특히 콜라겐에 존재한다.
3. ↑  프롤린은 이러한 일반 화학식의 예외이다. 곁사슬의 고리화로 인해 NH
2 작용기가 변형되었기 때문에 이미노산으로 알려져 있다. 프롤린은 특수 구조화된 아미노산의 범주에 속한다.
4. ↑  예를 들어 소와 같은 반추동물은 처음 두 개의 위실에서 미생물을 통해 많은 아미노산들을 얻는다.

## 더 읽을거리
- Tymoczko, John L. (2012). 〈Protein Composition and Structure〉. 《Biochemistry》. New York: W. H. Freeman and company. 28–31쪽. ISBN 9781429229364.
- Doolittle RF (1989). 〈Redundancies in protein sequences〉.   Fasman GD. 《Predictions of Protein Structure and the Principles of Protein Conformation》. New York: Plenum Press. 599–623쪽. ISBN 978-0-306-43131-9. LCCN 89008555.
- Nelson, David L.; Cox, Michael M. (2000). 《Lehninger Principles of Biochemistry》 3판. Worth Publishers. ISBN 978-1-57259-153-0. LCCN 99049137.
- Meierhenrich, Uwe (2008). 《Amino acids and the asymmetry of life》 (PDF). Berlin: Springer Verlag. ISBN 978-3-540-76885-2. LCCN 2008930865. 2012년 1월 12일에 원본 문서 (PDF)에서 보존된 문서.